# Coprinus

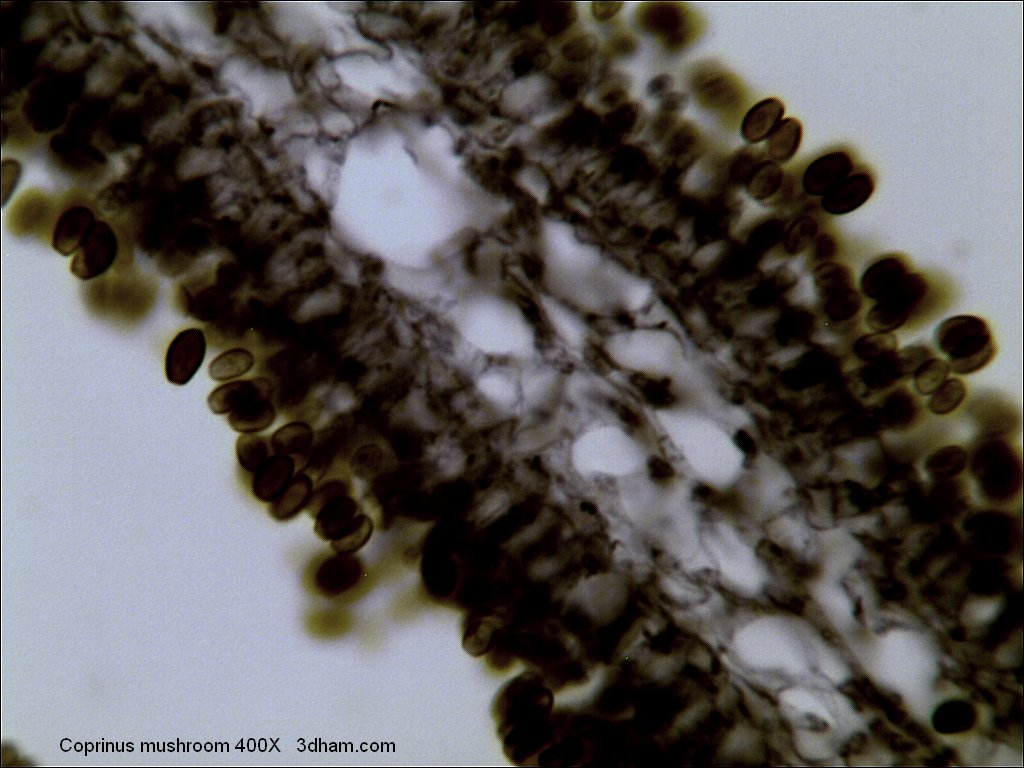
Cận cảnh lá tia của một loài nấm Coprinus

Coprinus là một chi nấm trong họ Agaricaceae, thuộc bộ Agaricales. Loài điển hình của chi này là nấm Coprinus comatus. Loài này cùng với C. sterquilinus và C. spadiceisporus đại diện cho tên của cả chi nấm.

## Danh sách các loài
- C. calyptratus
- C. comatus
- C. spadiceisporus
- C. sterquilinus

### Các loại với danh pháp cũ
- Coprinus atramentarius - hiện tại Coprinopsis atramentaria
- Coprinus micaceus - hiện tại Coprinellus micaceus
- Coprinus plicatilis - hiện tại Parasola plicatilis